# Look What You Made Me Do
Look What You Made Me Do is een nummer van de Amerikaanse zangeres Taylor Swift uit 2017. Het is de eerste single van haar zesde studioalbum Reputation.
In tegenstelling tot Swifts eerdere country- en popnummers klinkt "Look What You Made Me Do" donker en elektronisch. Deze verandering van genre is ook te horen in andere nummers op reputation. "Look What You Made Me Do" brak verschillende records, zoals het nummer met de meeste streams op Spotify op de eerste dag en de meest bekeken videoclip op de eerste dag op YouTube.

## Achtergrond
Nadat Swift de rechtszaak tegen een radio-dj die haar onzedelijk had betast, had gewonnen, verwijderde ze de inhoud van al haar socialemediakanalen. Een paar dagen later kondigde ze haar zesde studioalbum, reputation, en de leadsingle daarvan, "Look What You Made Me Do", aan. Swift schreef het nummer samen met Jack Antonoff en sampelt de beat van Right Said Freds "I'm Too Sexy". Het nummer is anders dan Swifts eerdere werk. "Look What You Made Me" beschrijft namelijk geen liefdesverhaal en klinkt niet als een popsprookje, maar laat een donkerdere electropop versie van Swift zien.
Onder fans en media werd gespeculeerd dat het nummer gaat over Swifts publieke vetes met zangeres Katy Perry, rapper Kanye West en zijn vrouw Kim Kardashian.

## Ontvangst
"Look What You Made Me Do" belandde wereldwijd boven in de hitlijsten. Zo bereikte het in de Amerikaanse Billboard Hot 100 de eerste plek. Ook in verschillende andere landen, waaronder Griekenland, Australië en het Verenigd Koninkrijk, bereikte het de top van de hitlijsten. In de Nederlandse Top 40 behaalde "Look What You Made Me Do "de 7e positie, en in de Vlaamse Ultratop 50 kwam het een plekje lager.
Door critici werd "Look What You Made Me Do" gematigd positief ontvangen.

## Videoclip
Tijdens de MTV Video Music Awards van 2017 werd de videoclip van "Look What You Made Me Do" voor het eerst vertoond. De videoclip is satirisch en verwijst naar verschillende onderdelen van van Swifts reputatie. Zo begint de clip op een begraafplaats. Een zombieversie van Swift, gekleed in de outfit uit de laatste videoclip voor haar album 1989, graaft een graf voor een versie van Swift uit 2014. Ook ligt het pseudoniem dat Swift gebruikte voor de samenwerking met ex Calvin Harris voor "This Is What You Came For" op deze begraafplaats. In andere scènes wordt Swift afgeschilderd als een rijke tante die in een bad vol parels ligt, de koningin van de slangen, een dief die streamingplatforms berooft en de baas van een squad vol klonen. Tijdens de dansscène in de clip heeft Swift acht achtergronddansers die een shirt met 'I Love TS' daarop dragen. Daarmee verwijst Swift naar de ophef over haar voormalige vriend Tom Hiddleston die tijdens een feestje een shirt met dezelfde tekst erop droeg. Ook bestaan er vermoedens dat de acht achtergronddansers verwijzen naar Swifts acht beroemde exen.
Aan het eind van de videoclip staan verschillende versies van Swift naast elkaar. Ze geven elkaar kritieken die Swift eerder van de media heeft ontvangen, bijvoorbeeld dat ze nep zou zijn of altijd het slachtoffer zou spelen. De videoclip eindigt met de versie van Swift van MTV Video Music Awards van 2009. Tijdens deze awardshow werd Swifts speech onderbroken door Kanye West wat het begin van hun vete zou zijn. De 2009 versie van Swift spreekt de woorden uit die Swift schreef na de controversie over Wests nummer "Famous", namelijk dat ze geen onderdeel meer wil zijn van Wests verhaal.

## Prijzen, nominaties en records
"Look What You Made Me Do" werd genomineerd voor beste videoclip bij de MTV Europe Music Awards, de iHeartRadio Awards en de NME Awards, maar wist geen van deze nominaties te verzilveren. Daarnaast werd de videoclip genomineerd voor MTV Video Music Awards voor Best Art Direction, Best Editing en Best Visual Effects. Opnieuw won de videoclip geen van deze prijzen. "Look What You Made Me Do" won wel een Chinese prijs voor het beste Westerse nummer en verschillende BMI Awards. Daarnaast brak "Look What You Made Me Do" verschillende records. Zo werd de videoclip van de single 38 miljoen keer bekeken in de eerste 24 uur nadat deze was uitgebracht. Destijds was een videoclip nog nooit zo vaak bekeken op de eerste. Ook brak "Look What You Made Me Do" het record voor het aantal streams op Spotify op de eerste dag. Het nummer werd namelijk 10 miljoen keer beluisterd.

## Liveoptredens en andere uitvoeringen
Swift trad eind 2017 voor het eerst op met "Look What You Made me Do" en voerde later dat jaar het nummer nog een aantal keer uit. Ook was "Look What You Made Me Do" een vast onderdeel van haar setlist tijdens de Reputation Stadium Tour. De aankondiging tijdens de bridge van het nummer dat de oude Taylor dood is, werd ingesproken door comédienne Tiffany Haddish.
De band Jack Leopards & the Dolphin Club maakte cover van "Look What You Made Me Do". Deze cover werd gebruikt om een aflevering uit het derde seizoen van Killing Eve te openen. Omdat er verder niets bekend is over de band en Nils Sjöberg, een eerder pseudoniem van Swift, werd genoemd als producer, speculeerden fans over de herkomst van de cover. Zo werd er gespeculeerd dat Swifts broer Austin als zanger op de cover te horen is. Daarnaast werd er geopperd door fans dat Swift deze cover gemaakt zou hebben zodat haar voormalig platenlabel geen royalty's zou ontvangen door het gebruik van "Look What You Made Me Do".

## Hitnoteringen

### Nederlandse Top 40
| Hitnotering: 09-09-2017 t/m 28-10-2017 | Hitnotering: 09-09-2017 t/m 28-10-2017 | Hitnotering: 09-09-2017 t/m 28-10-2017 | Hitnotering: 09-09-2017 t/m 28-10-2017 | Hitnotering: 09-09-2017 t/m 28-10-2017 | Hitnotering: 09-09-2017 t/m 28-10-2017 | Hitnotering: 09-09-2017 t/m 28-10-2017 | Hitnotering: 09-09-2017 t/m 28-10-2017 | Hitnotering: 09-09-2017 t/m 28-10-2017 | Hitnotering: 09-09-2017 t/m 28-10-2017 |
| Week:                                  | 1                                      | 2                                      | 3                                      | 4                                      | 5                                      | 6                                      | 7                                      | 8                                      |                                        |
| -------------------------------------- | -------------------------------------- | -------------------------------------- | -------------------------------------- | -------------------------------------- | -------------------------------------- | -------------------------------------- | -------------------------------------- | -------------------------------------- | -------------------------------------- |
| Positie:                               | 12                                     | 7                                      | 9                                      | 14                                     | 16                                     | 23                                     | 33                                     | 40                                     | uit                                    |

### NederlandseSingle Top 100
| Hitnotering: 02-09-2017 t/m 04-11-2017 | Hitnotering: 02-09-2017 t/m 04-11-2017 | Hitnotering: 02-09-2017 t/m 04-11-2017 | Hitnotering: 02-09-2017 t/m 04-11-2017 | Hitnotering: 02-09-2017 t/m 04-11-2017 | Hitnotering: 02-09-2017 t/m 04-11-2017 | Hitnotering: 02-09-2017 t/m 04-11-2017 | Hitnotering: 02-09-2017 t/m 04-11-2017 | Hitnotering: 02-09-2017 t/m 04-11-2017 | Hitnotering: 02-09-2017 t/m 04-11-2017 | Hitnotering: 02-09-2017 t/m 04-11-2017 | Hitnotering: 02-09-2017 t/m 04-11-2017 |
| Week:                                  | 1                                      | 2                                      | 3                                      | 4                                      | 5                                      | 6                                      | 7                                      | 8                                      | 9                                      | 10                                     |                                        |
| -------------------------------------- | -------------------------------------- | -------------------------------------- | -------------------------------------- | -------------------------------------- | -------------------------------------- | -------------------------------------- | -------------------------------------- | -------------------------------------- | -------------------------------------- | -------------------------------------- | -------------------------------------- |
| Positie:                               | 20                                     | 13                                     | 26                                     | 26                                     | 39                                     | 44                                     | 69                                     | 61                                     | 72                                     | 99                                     | uit                                    |

### NederlandseMega Top 50
| Hitnotering: 02-09-2017 t/m 11-11-2017 | Hitnotering: 02-09-2017 t/m 11-11-2017 | Hitnotering: 02-09-2017 t/m 11-11-2017 | Hitnotering: 02-09-2017 t/m 11-11-2017 | Hitnotering: 02-09-2017 t/m 11-11-2017 | Hitnotering: 02-09-2017 t/m 11-11-2017 | Hitnotering: 02-09-2017 t/m 11-11-2017 | Hitnotering: 02-09-2017 t/m 11-11-2017 | Hitnotering: 02-09-2017 t/m 11-11-2017 | Hitnotering: 02-09-2017 t/m 11-11-2017 | Hitnotering: 02-09-2017 t/m 11-11-2017 | Hitnotering: 02-09-2017 t/m 11-11-2017 | Hitnotering: 02-09-2017 t/m 11-11-2017 |
| Week:                                  | 1                                      | 2                                      | 3                                      | 4                                      | 5                                      | 6                                      | 7                                      | 8                                      | 9                                      | 10                                     | 11                                     |                                        |
| -------------------------------------- | -------------------------------------- | -------------------------------------- | -------------------------------------- | -------------------------------------- | -------------------------------------- | -------------------------------------- | -------------------------------------- | -------------------------------------- | -------------------------------------- | -------------------------------------- | -------------------------------------- | -------------------------------------- |
| Positie:                               | 2                                      | 1                                      | 6                                      | 9                                      | 13                                     | 17                                     | 28                                     | 38                                     | 41                                     | 47                                     | 49                                     | uit                                    |

### VlaamseUltratop 50
| Hitnotering: 02-09-2017 t/m 28-10-2017 | Hitnotering: 02-09-2017 t/m 28-10-2017 | Hitnotering: 02-09-2017 t/m 28-10-2017 | Hitnotering: 02-09-2017 t/m 28-10-2017 | Hitnotering: 02-09-2017 t/m 28-10-2017 | Hitnotering: 02-09-2017 t/m 28-10-2017 | Hitnotering: 02-09-2017 t/m 28-10-2017 | Hitnotering: 02-09-2017 t/m 28-10-2017 | Hitnotering: 02-09-2017 t/m 28-10-2017 | Hitnotering: 02-09-2017 t/m 28-10-2017 | Hitnotering: 02-09-2017 t/m 28-10-2017 |
| Week:                                  | 1                                      | 2                                      | 3                                      | 4                                      | 5                                      | 6                                      | 7                                      | 8                                      | 9                                      |                                        |
| -------------------------------------- | -------------------------------------- | -------------------------------------- | -------------------------------------- | -------------------------------------- | -------------------------------------- | -------------------------------------- | -------------------------------------- | -------------------------------------- | -------------------------------------- | -------------------------------------- |
| Positie:                               | 47                                     | 8                                      | 19                                     | 19                                     | 23                                     | 24                                     | 26                                     | 28                                     | 39                                     | uit                                    |